# 6-й саміт Європейський Союз – Африканський Союз
6-й саміт ЄС — АС відбувся в Брюсселі 17 та 18 лютого 2022 року. Подія була запланована на жовтень 2020 року, але була відкладена через пандемію COVID-19. На саміті співголовували голова Європейської ради Шарль Мішель та президент Сенегалу, який на той час був головою Африканського Союзу, Макі Салл. На заході зібрались представники ЄС та АС, а також держави-кандидати на членство в цих союзах. Дослідження, проведене Європейською комісією, показало, що, незважаючи на те, що ЄС є головним торговельним партнером Африки, він не сприймається як головний партнер для африканських держав, а Сполучені Штати та Китай займають вище місце. Саміт було організовано, щоб розглянути деякі з цих проблем, а також складні питання, пов'язані з аспектами імміграції африканців до Європи та відповіддю Європейського Союзу на пандемію COVID-19. Африкансько-європейська платформа наукової співпраці AERAP організувала додатковий захід, присвячений внеску спільних досліджень і розробок у відносини ЄС-Африка.